# Pinedale
Pinedale é uma cidade  localizada no estado norte-americano de Wyoming, no Condado de Sublette.

## Demografia
Segundo o censo norte-americano de 2000, a sua população era de 1412 habitantes.
Em 2006, foi estimada uma população de 1846, um aumento de 434 (30.7%).

## Geografia
De acordo com o United States Census Bureau tem uma área de
3,7 km², dos quais 3,7 km² cobertos por terra e 0,0 km² cobertos por água. Pinedale localiza-se a aproximadamente 2189 m acima do nível do mar.

## Localidades na vizinhança
O diagrama seguinte representa as localidades num raio de 44 km ao redor de Pinedale.